# SimCity (computerspelserie)
SimCity is een serie van stedenbouwsimulatie- en strategiespellen, ontwikkeld door Maxis en uitgegeven door Electronic Arts.
Rond 1985 kreeg bedenker Will Wright het idee om SimCity te maken. Hij was werkzaam als programmeur en kreeg de opdracht om virtuele eilanden te ontwerpen voor het spel Raid on Bungeling Bay. Toen hij daarmee bezig was, raakte hij gefascineerd door het maken van steden en ging zich verdiepen in stedelijke ontwikkeling. Tijdens de ontwikkelingsfase droeg het spel de naam Micropolis.

## Gameplay
SimCity is een computerspel waarin de speler de burgemeester is van een virtuele stad. Het is de bedoeling met een beginbudget een stad te bouwen en deze uit te laten groeien tot een wereldstad. In het begin van het spel ligt de nadruk op het bouwen van woonwijken, winkel- en kantoorgebieden en industrieterreinen.
De speler moet tijdens het bouwen van een stad met veel factoren rekening houden, zoals:
- voldoende water
- voldoende stroom
- niet te veel luchtvervuiling
- niet te veel criminaliteit
- werkgelegenheid
- voldoende woningen
- genoeg openbare diensten (brandweer, politie, onderwijs en dergelijke)

Alles wat de speler wil bouwen, kost geld. Een belangrijk onderdeel van het spel is daarom het zorgen voor een goede balans tussen de inkomsten (bijvoorbeeld heffen van belastingen) en de uitgaven. Tijdens het spel blijkt dit niet gemakkelijk te zijn, omdat er altijd mensen in de stad wonen die het niet eens zijn met bepaalde beslissingen. Er kunnen demonstraties volgen en zelfs stakingen. Het uiteindelijke gevolg kan zijn dat deze mensen de stad verlaten, wat weer een nadelig effect heeft op de inkomsten.

## Spellen

### SimCity
Het eerste deel uit de spelserie werd uitgebracht op 3 oktober 1989 voor Amiga, Apple Macintosh, IBM Personal Computer en Commodore 64. Later in dat jaar kwam een versie voor Atari ST uit. In 1991 werd SimCity voor Super Nintendo Entertainment System (SNES) uitgebracht. In deze versie wordt voor het eerst gebruikgemaakt van veranderingen in de grafische omgeving door invloeden van seizoenen.
De broncode van het spel werd in januari 2008 onder een GPL 3-licentie vrijgegeven onder de naam Micropolis.

### SimCity 2000
Het in 1993 uitgebrachte SimCity 2000 daarentegen lag wel weer erg goed in de markt, maar Maxis had inmiddels enorme schulden opgelopen en het zag er niet goed uit voor de verdere ontwikkeling van de SimCity-reeks.

### SimCity 3000
Wright gaf niet op en betrok Electronic Arts (EA) erbij, wat in 1997 leidde tot een overname door Electronic Arts. In 1999 kwam SimCity 3000 uit, waar vanaf 1997 aan was gewerkt. Van SimCity 3000 is ook een versie speciaal voor het besturingssysteem Linux uitgekomen.

### SimCity 4
SimCity 4, uitgebracht in 2003, bevatte meer mogelijkheden, zoals een grote regionale kaart met verschillende steden die op elkaar aansluiten en reageren, half driedimensionale beelden en een Godmodus, waarin de speler zonder kosten het landschap kan bewerken.
Daarna kwam er het uitbreidingspakket SimCity 4: Rush Hour. Deze versie heeft nog meer mogelijkheden, voornamelijk op het gebied van verkeer en openbaar vervoer (bijvoorbeeld grotere stations en verhoogde rails). Ook bevat deze uitbreiding de nieuwe modus U-Drive, waarmee de speler verschillende auto's, boten, vliegtuigen en treinen door de stad kan loodsen en tijdens missies kan besturen.

### SimCity Societies
SimCity Societies is in november 2007 uitgebracht, deze keer niet door Maxis, maar door Tilted Mill Entertainment. Deze SimCity heeft dan ook een heel andere opzet dan voorgaande SimCity-spellen, zoals de toevoeging van themasteden: Griezelstad, Romantische stad en Stad uit de toekomst.
Ook deze SimCity werd gevolgd door een uitbreidingspakket, SimCity Societies Destinations, waarin de speler moet proberen zoveel mogelijk toeristen naar zijn stad te lokken en te vermaken.

### SimCity DS
SimCity DS werd ontwikkeld door AKI Corporation en EA Japan en uitgegeven door Electronic Arts. Het computerspel werd uitgebracht in Europa op 22 juni 2007. SimCity DS is enkel speelbaar op Nintendo DS.

### SimCity Creator
Deze versie van SimCity is zowel voor Nintendo DS als Nintendo Wii uitgekomen. De speler kan als burgemeester nu ook assistenten inhuren om te helpen bij het besturen van de stad. Ook kan hij met een vliegtuig en helikopter de stad van bovenaf bekijken. Specifiek voor de DS-versie is de reis door de tijd. De speler begint met het bouwen van een stad in de oudheid, en komt uiteindelijk via onder andere de Renaissance, de tijd van de Industriële revolutie en de moderne tijd terecht in de toekomst.

### SimCity Social
SimCity Social kwam uit op 25 juni 2012 en was een spel op Facebook. Het was ontwikkeld door Playfish en had dezelfde gameplay, terwijl verbinding gemaakt kon worden met andere Facebook-vrienden. Het spel werd op 14 juni 2013 beëindigd, dezelfde dag als The Sims Social.

### SimCity
Op 7 maart 2013 is de op een na laatste SimCity uitgekomen. Naast het toevoegen van een multiplayer-modus voorziet uitgever Electronic Arts spelers van uitdagingen en nevendoelen tijdens het spelen.
Een multiplayer-modus was al eerder toegepast in SimCity 2000 Network Edition.

### SimCity BuildIt
Dit is de nieuwste versie van SimCity. Deze versie is uitgekomen in de Google Play Store en de iTunes Store als bèta op 22 oktober 2014 in Canada, Australië en Nieuw-Zeeland. De wereldwijde lancering vond plaats op 16 december 2014.